# Корветы типа «Похьянмаа»
Корветы типа «Похьянмаа» — серия из четырёх многоцелевых корветов, которые в настоящее время строятся для ВМС Финляндии в составе проекта Squadron 2020 (фин. Laivue 2020). Вместе с существующими четырьмя ракетными катерами типа Hamina эти четыре корабля составят основу ВМС Финляндии с середины 2020-х годов. Они заменят семь старых кораблей, которые планируются к выводу или уже выведены из состава ВМС: минный заградитель «Похьянмаа», два минных заградителя типа «Хямеенмаа» и четыре ракетных катера типа «Раума».

## Конструкция

### Основные характеристики
Максимальная длина корветов составит 117 м, ширина — 16 м, осадка — 5 м, что соответствует водоизмещению около 4300 т. Таким образом, новые корветы станут крупнейшими финскими надводными боевыми кораблями со времен кораблей береговой обороны 1930-х годов «Илмаринен» и «Вяйнямёйнен». Экипаж составит около 70 человек. Корветы предназначены для круглогодичной службы в сезонно замерзающем Балтийском море, будут иметь ледовый корпус и способность самостоятельно действовать во льдах. Хотя для военных кораблей не существует стандартов финско-шведского ледового класса, способность противостоять льдам у новых корветов будет соответствовать ледовому классу 1А торговых судов.
Корабли типа «Похьянмаа» будут оснащены комбинированной дизель-электрической и газовой силовой установкой (CODLAG) общей мощностью 38 000 л. с. Во время обычных патрульных операций сдвоенные гребные винты регулируемого шага с ледовым усилением приводятся в движение электрическими маршевыми двигателями. Два из четырех 12-цилиндровых дизель-генераторов типа MAN 12V175D установлены на двойных упругих опорах в звуконепроницаемых кожухах для снижения шума и вибрации при выполнении противолодочных операций (ПЛО). Когда требуются более высокие скорости, используется газовая турбина General Electric LM2500 приводящая в движение оба гребных вала через общий редуктор, при этом достигается скорость более 26 узлов. Для маневрирования на малых скоростях корабли оснащены двумя носовыми подруливающими устройствами.

### Система боевого управления, система связи и средства обнаружения
Систему боевого управления (БИУС) предоставит шведская оборонная компания Saab. БИУС построена на основе 9LV и будет включать в себя стационарные АФАР Sea Giraffe 4A FF, трёхкоординатные радары ближнего действия Sea Giraffe 1X, установленные на легкой интегрированной мачте Saab (SLIM); два устройства управления огнем CEROS 200, интегрированную систему связи TactiCall, и систему лазерного предупреждения. В тендере на поставку и интеграцию систем боевого управления кроме Saab участвовали также компании Lockheed Martin Canada и Atlas Elektronik.
Комплект подводных средств обнаружения будет состоять из активного гидролокатора Kongsberg SS2030, установленного на корпусе, и легкого погружаемого гидролокатора SD9500. Кроме того, корветы будут оснащены легким буксируемым ГАС DTS компании Patria, который включает в себя активный гидролокатор переменной глубины и пассивный буксируемый приемный массив.

### Вооружение
Корветы будут вооружены одной корабельной пушкой двойного назначения, ракетами класса «земля-земля» и «земля-воздух», противолодочными торпедами, корабельными минами, системами вооружения ближнего боя и системой ложных целей.
Носовые артиллерийские установки Bofors 57-мм Mk3 будут сняты с артиллерийских катеров типа «Хамина». Кроме того, каждый корвет будет оснащен двумя дистанционно управляемыми боевыми модулями Saab Trackfire для самообороны в ближнем бою и четырьмя пусковыми установками ложных целей Rheinmetall Multi Ammunition Softkill System (MASS).
Основным вооружением является израильская дозвуковая противокорабельная ракета «Габриэль-5». Это последняя версия семейства противокорабельных ракет компании Israel Aerospace Industries, которая была выбрана вместо Naval Strike Missile компании Kongsberg, Exocet компании MBDA, Harpoon компании Boeing и RBS15 компании Saab. На вооружении ВМС Финляндии ракетный комплекс будет называться PTO 2020 (Pintatorjuntaohjus 2020, ракета надводной обороны").
Для борьбы с воздушными целями корветы оснащаются ракетами класса «земля-воздух» Raytheon RIM-162 Evolved Seasparrow Missile (ESSM) Block 2. Каждое судно будет способно нести в общей сложности 32 ракеты, размещённые в 8-контейнерном модуле системы вертикального пуска Mk 41 по четыре ракеты в каждом контейнере. В ВМС Финляндии система будет называться ITO 20 (Ilmatorjuntaohjus 20).
Для противолодочной обороны корабли будут оснащены легкими противолодочными торпедами Saab Torped 47. Кроме того, корветы смогут устанавливать морские мины.

## Разработка и строительство
Первоначальная разработка новых надводных боевых кораблей для ВМС Финляндии началась с этапа исследования и планирования в 2008 году, а проект Squadron 2020 был официально запущен в 2015 году. Контракт на постройку стоимостью 647,6 млн евро был заключен с финской судостроительной компанией Rauma Marine Constructions в сентябре 2019 года В ноябре 2021 года верфь объявила, что на завершение проектирования ей понадобится от 6 до 12 месяцев дополнительного времени. На июнь 2022 года предполагаемая задержка, как сообщается, увеличилась до 14-18 месяцев.
Строительство головного корабля началось 30 октября 2023 года, церемония закладки состоялась 11 апреля 2024 года. Испытания головного корабля начнутся в 2026 году, строительство завершится в 2029 году.

## Именование
Одной из традиций ВМС Финляндии стало наименование основных боевых кораблей в честь провинций Финляндии. Название «Похьянмаа», которое является финским названием региона Остроботния, использовалось как финскими, так и шведскими военно-морскими силами для обозначения отдельных кораблей и типов, начиная с 18 века, причем первым зарегистрированным кораблём стал Gamla Pojama («Старый Похьянмаа»), спущенный на воду в 1760 году, а последним — минный заградитель/учебное судно «Похьянмаа», проданный на слом в 2016 году. Упомянутый выше Gamla Pojama наряду с кораблями типа «Хямеенмаа», «Уусимаа» и «Турунмаа» составляли четвёрку основных типов «архипелаговых фрегатов» (названных в честь архипелагов), участвовавших в битве при Свенскунде 1790 года, которая является одной из крупнейших финских (Финляндия в то время была частью Швеции) морских побед и крупнейшим на сегодняшний день морским сражением в Балтийском море.

## Состав серии
| Наименование | Заложен    | Спущен | В строю     | Статус      |
| ------------ | ---------- | ------ | ----------- | ----------- |
| «Похьянмаа»  | 11.04.2024 |        |             | В постройке |
|              |            |        |             | Заказан     |
|              |            |        |             | Заказан     |
|              |            |        | 2029 (план) | Заказан     |

## Критика

### Классификация
В то время как ВМС Финляндии и Министерство обороны называют новые надводные боевые корабли многоцелевыми корветами, некоторые комментаторы отмечают, что по водоизмещению, которое составляет 4200 т, корабли следует отнести к фрегатам. В конце сентября 2019 года, вскоре после заключения контракта на строительство, депутат Йоханнес Ирттиахо («Левый альянс») подал в парламент Финляндии письменный запрос, касающийся, среди прочего, классификации новых кораблей.
В официальном блоге Сил обороны Финляндии адмирал флотилии Йори Харью (командующий ВМС Финляндии) отметил, что одной из причин, приводящих к увеличению водоизмещения, является дополнительное усиление корпуса, валов и гребных винтов, необходимых для круглогодичного использования. эксплуатация в сезонно замерзающих территориальных водах Финляндии. Он также отметил, что тип «Похьянмаа» предназначен для действий преимущественно в прибрежных водах, тогда как фрегаты традиционно считаются кораблями дальней морской зоны.

### Размер
С начала 2000-х годов надводный боевой флот ВМС Финляндии состоял в основном из быстроходных ударных кораблей водоизмещением от 250 до 300 т. До планируемого ввода в эксплуатацию нового типа «Похьянмаа» крупнейшими надводными кораблями ВМС Финляндии остаются два минных заградителя типа «Хямеенмаа». Ряд комментаторов раскритиковали программу Squadron 2020 из-за размеров новых корветов: по мнению критиков, корабли слишком велики для мелких территориальных вод Финляндии, изобилующих шхерами, а также слишком привлекательны и крупные цели для российских противокорабельных ракет. Более того, высказывалось предположение, что размер корабля определялся его пригодностью для выполнения международных миссий, а не потребностями внутренней обороны, и что концепция была заимствована у кораблей типа «Freedom» ВМС США.
В ВМС Финляндии утверждают, что размер новых кораблей является результатом объединения нескольких задач в одном корпусе. В частности, способность ставить морские мины рассматривалась как одна из ключевых особенностей, требующих более крупного корпуса. Несмотря на некоторое сходство внешнего вида с другими военными кораблями, новые многоцелевые корветы были специально разработаны для задач ВМС Финляндии в Балтийском море и, таким образом, представляют собой совершенно новую концепцию корабля, не имеющую прототипов где-либо в мире.

## Комментарии
1. ↑  Корветами традиционно называют малые боевые корабли с водоизмещением менее 3000 т. Фрегаты являются следующим по размерам и водоизмещению классом кораблей.